# Anna Gyllander
Anna Gyllander (født i 1633), var en svensk svindler, der i det syttende århundrede hævdede at være den abdicerede dronning Kristina.
I år 1659 nåede et rygte Kong Karl X om, at der var en kvinde, der gik rundt i landet og hævdede at være den abdicerede dronning Kristina. Hun skulle være i Norrköping, og han gav ordre til Göta hovrätt om at undersøge dette.
De fandt kvinden og identificerede hende som Anna Gyllander, datter af Anders Gyllander fra Norrköping og gift med en kaptajn i kurländsk Kruuses regiment. Hun havde i 1658 og 1659 rejst rundt i landet og givet indtryk af at være den abdicerede dronning, drikke sin "broders" Kongens skål og affyrede geværskud i hans ære. Adspurgt, om hun var Kristina Regina, svarede hun; "Du siger det."
Hun forsvarede sig med, at hun ikke havde vidst hvor alvorligt det ville blive opfattet og bad om nåde. Kongen dømte hende til en måned på vand og brød og derefter udvisning fra Riget og alle dets oversøiske provinser.